# Avril 2014
Avril 2014 est le 4e mois de l'année 2014.

## Évènements
- Début de la guerre du Donbass en Ukraine.
- Le cyclone Ita fait 23 morts dans les îles Salomon.
- 1er avril : séisme dans le Nord du Chili.
- 1er avril : Le divorce entre Vladimir Poutine et Lioudmila Poutina est rendu officiel.
- 2 avril : formation du gouvernement Manuel Valls en France.
- 5 avril :
  - Élection présidentielle en Afghanistan ;
  - Démission du gouvernement d'Oumar Tatam Ly au Mali, Moussa Mara est nommé Premier ministre.
- 6 avril :
  - élections législatives en Hongrie remportées par le Fidesz-Union civique hongroise de Viktor Orbán ;
  - Cu Huy Ha Vu est relâché.
- 7 avril :
  - Début des élections législatives en Inde ;
  - Élection générale au Québec, province du Canada.
- 8 avril : arrêt de support du système d'exploitation Windows XP par Microsoft.
- 9 avril : élections législatives en Indonésie.
- 12 avril : début de l'incendie de Valparaiso au Chili.
- 13 avril : élection présidentielle et élections législatives en Guinée-Bissau.
- 13 et 14 avril : massacre d'Amchaka et attentat de Nyanya (Abuja) au Nigeria.
- 13 et 27 avril : élection présidentielle en Macédoine, Gjorge Ivanov est réélu.
- 14 - 15 avril :
  - enlèvement des lycéennes de Chibok au Nigeria ;
  - bataille de Bentiu suivie de massacres au Soudan du Sud.
- 15 avril : éclipse lunaire totale.
- 16 avril : naufrage du ferry Sewol au large de la Corée du Sud avec 475 personnes à bord.
- 17 avril : élection présidentielle en Algérie, Abdelaziz Bouteflika est réélu.
- 22 avril : l'accident ferroviaire de Kamina fait 48 morts en République démocratique du Congo.
- 23 avril : formation du gouvernement Philippe Couillard au Québec.
- 25 avril : huitième centenaire de la naissance de Saint Louis.
- 27 avril :
  - Démission de Chung Hong-won, premier ministre de Corée du Sud ;
  - Le gouvernement Vučić entre en fonction en Serbie ;
  - Canonisation des papes Jean XXIII et Jean-Paul II au Vatican.
- 29 avril : éclipse solaire annulaire.
- 30 avril : élections législatives en Irak.